# دنابي يونايتد
دنابي يونايتد هو نادي كرة قدم بريطاني أٌسس عام 1895.